# Stylidium evolutum
Stylidium evolutum este o specie de plante dicotiledonate din genul Stylidium, familia Stylidiaceae, ordinul Asterales, descrisă de S. Carlquist. Conform Catalogue of Life specia Stylidium evolutum nu are subspecii cunoscute.